# Вака де Кастро, Кристобаль
Кристо́баль Ва́ка де Ка́стро (исп. Cristóbal Vaca de Castro; около 1492, Исагре, Леон, Испания — 1566, Вальядолид, Испания) — испанский колониальный чиновник, губернатор Перу.

## Ранняя жизнь
Вака де Кастро родился в испанской семье, его отцом был Гарсия Диас де Кастро, а матерью — Гиомар Кабеса де Вака. Он получил юридическое образование в университете Саламанки. Женился он на Магдалене Киньонес и Осорио, у них родилось восемь детей. В 1536 году он был назначен на должность судьи в королевской аудиенции Вальядолида. 9 сентября 1540 года он был произведён в рыцари ордена Сантьяго.

## Путь в Перу
В 1540 году испанский король Карлос V послал его в Перу с миссией примирения между двумя группировками конкистадоров Гонсало Писарро и Диего де Альмагро младшего, конфликт разгорелся с новой силой после смерти Диего де Альмагро старшего. Вака де Кастро имел репутацию умного и проницательного, и в то же время храброго человека. Его должность называлась специальный следователь, и он был уполномочен возглавить правительство Перу в случае смерти Франсиско Писарро. Дополнительно ему было поручено посетить крепости острова Эспаньола и Сан-Хуан, а также провести реформу Панамской аудитории в период его президентства. С целью придания ему более высокого статуса, император наделил его приставкой Сантьяго и включил его в состав Королевского и Высшего совета Кастилии.
5 ноября 1540 года Вака де Кастро отплыл из Санлукар-де-Баррамеда и прибыл в Панаму в январе 1541 года. Во время своего пребывания в Панаме он возглавлял местную королевскую аудиенцию. Он отплыл в Перу, но из-за плохой погоды вынужден был высадиться в Буэнавентуре (на территории современной Колумбии), оттуда он отправился сухопутным путём в Кали, где вынужден был задержаться на три месяца из-за настигшей его болезни. Во время пребывания в Кали он был посредником в споре, возникшем между двумя влиятельными конкистадорами Себастьяном де Белалькасаром и Паскуалем де Андагоя.

## Губернатор Перу
В Попаяне он узнал об убийстве Франсиско Писарро и избрании Диего де Альмагро Младшего на пост губернатора в июне 1541 года. Но после убийства Франсиско Писарро власть в колонии узурпировал Диего де Альмагро младший, и Вака де Кастро предстояло сражаться с ним. 25 сентября 1541 года он прибыл в Кито, где объединил под своей властью все роялистские силы. Затем он отправился в Портовьехо, Пьюра, Трухильо, Уайлас и Уаура, где он объединил свои силы с маршалом Алонсо де Альварадо и капитаном Педро Альваресом Ольгином.
7 августа 1542 года он торжественно вошел в Лиму, где продолжал готовиться к выходу и сражаться с альмагристами, отступившими в горы. Затем он переехал в Яуху, где были сосредоточены все солдаты, верные королю, которых насчитывалось около 700 человек. Перед всеми ними Вака де Кастро провозгласил себя губернатором Перу и генерал-капитаном армии.
Он немедленно двинулся на юг, к Уаманге, чтобы предотвратить захват этой территории силами Альмагро, который прибыл из Куско с отрядом в 500 солдат и мощной артиллерией. После обмена письмами с лидером повстанцев, который ни к чему не привел, он стал ждать его на равнине Чупас, к югу от Уаманги. он нанёс поражение мятежному Альмагро 16 сентября 1542 года. Альмагра пытался бежать после поражения, но был захвачен в плен. Под давлением клана Писарро Альмагро был вскоре казнён.
После победы над «Альмагристой» Вака де Кастро издала несколько мер, чтобы вознаградить лояльность победителей и организовать организованное правительство Имперского города.
Заняв пост губернатора Перу, Вака де Кастро собрал сильную армию, поддержанный Франсиско де Карвахалем, 
В 1542 году в Перу были введены новые законы, которые были предназначены искоренить бездумную и жестокую эксплуатацию индейцев. В соответствии с этими законами должна была быть реформирована система энкомьенда и в конечном итоге отменена вовсе. Новые законы возмутили конкистадоров «первой волны», привыкших обогащаться за счёт нещадной эксплуатации коренного населения Перу. Гонсало Писарро вместе с другими недовольными конкистадорами поднял восстание, Вака де Кастро был вынужден приостановить внедрение новых законов и закрыть глаза на неподчинение Писарро, сконцентрировавшись на улучшении инфраструктуры в колонии.
В 1543 году он послал экспедицию из 200 испанцев во главе с Диего де Рохасом для исследования Рио-де-ла-Платы.

## Возвращение в Испанию
В 1544 году в Перу прибыл первый вице-король Перу Бласко Нуньес Вела. Бласко Нуньес Вела, недовольный действиями Вака де Кастро, обвинил его в потакании мятежнику Гонсало Писарро и заключил бывшего губернатора в тюрьму в Кальяо. После он был отправлен под стражей в Испанию, где он также был помещён в тюрьму по обвинению в незаконном обогащении. Основными доказательствами обвинения были письма Бласко Нуньеса Вела, а также его переписка с женой, отправленная вместе с сокровищами и деньгами, накопленными во время его пребывания в Новом Свете. После десяти лет заключения все обвинения были с него сняты. Король Филипп II предоставил ему место в Совете Кастилии 8 октября 1556 года и приказал выплатить причитающиеся ему суммы с 20 мая 1545 года. Позже он был произведён в командоры Ордена Сантьяго, также он находился на должности председателя Совета Кастилии в 1557-1561 годах.
В конце жизни он удалился от общественной жизни и уехал в монастырь Святого Августина в Вальядолиде, где и скончался в 1566 году.